# Roy Swinbourne
Royston Harry "Roy" Swinbourne (25. august 1929 - 27. december 2015) var en engelsk fodboldspiller (angriber). 
Swinbourne tilbragte hele sin karriere hos Wolverhampton Wanderers, og var med til at vinde det engelske mesterskab med klubben i 1954. Han spillede aldrig en A-landskamp for England, men nåede at spille en enkelt kamp for det engelske B-landshold.

## Titler
Engelsk mesterskab
- 1954 med Wolverhampton